# Luci Fabrici
Luci Fabrici (en llatí Lucius Fabricius C. F.) era probablement fill de Luci Fabrici i nebot de Gai Fabrici. Formava part de la gens Fabrícia, una gens originària d'Aletrium.
Va exercir el càrrec de curator viarum l'any 62 aC i va construir un pont de pedra entre Roma i una illa del Tíber, pont conegut després d'ell, com a Pons Fabricius (actualment Ponte Quattro Capi). Al pont resta una inscripció que diu "L. FABRICIUS, C. F. CUR. VIAR. FACIUNDUM COERAVIT IDEMQUE PROBAVIT " i una addició en un altre arc: "Q. LEPIDUS, M. F., M. LOLLIU, M. F., EX S. C. PROBAVERUNT", probablement referida a una restauració feta per Quint Lèpid i Marc Lol·li. Un escoli a Horaci diu que Luci Fabrici era cònsol, però probablement és un error.